# Piet Schuurmans

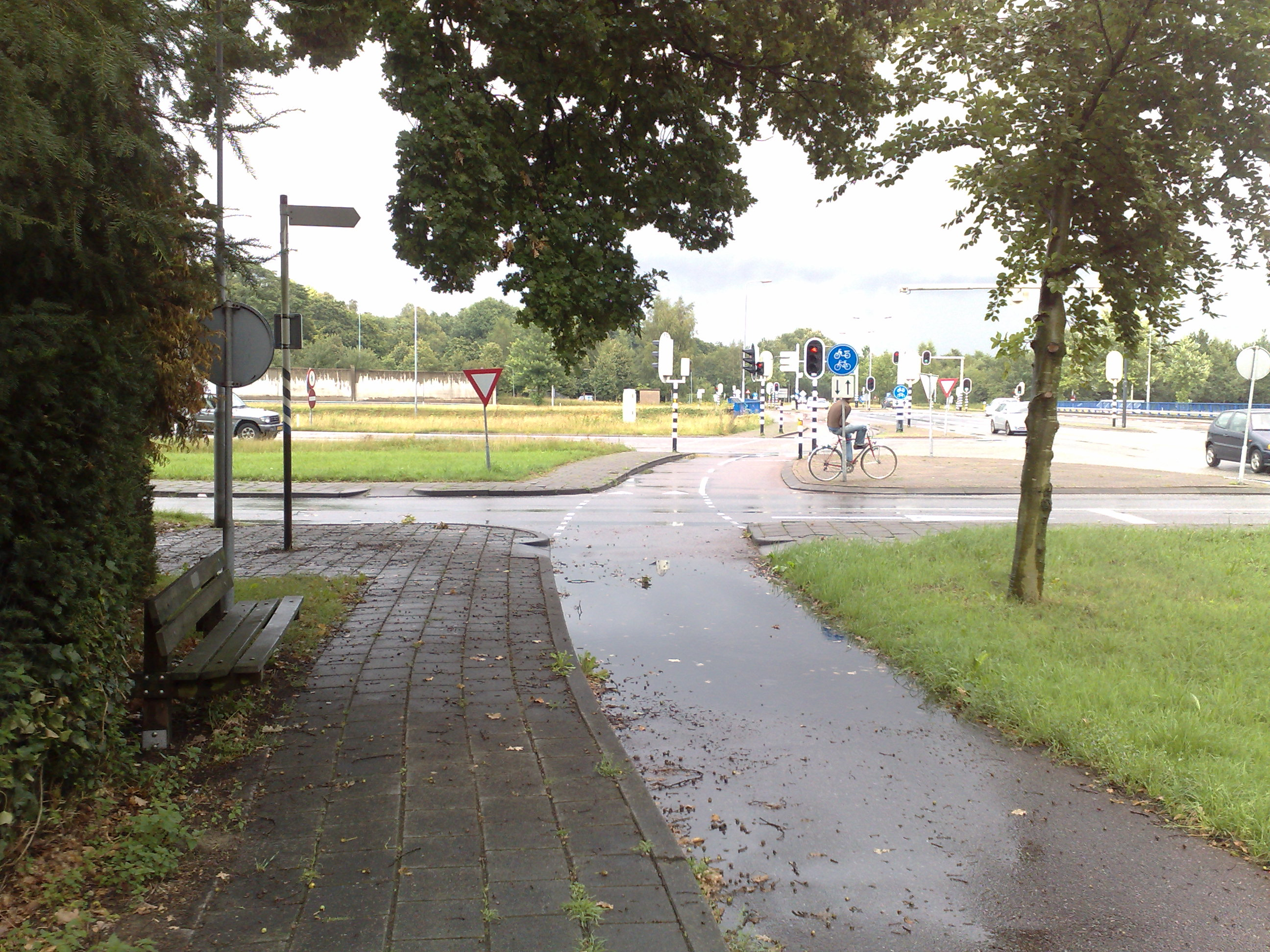
Bankje ter ere van Piet Schuurmans op de kruising van de Haldersebaan en de A2. Vroeger stond het bankje bij de gelijkvloerse kruising met de N2 ter hoogte van de Glorieuxlaan.

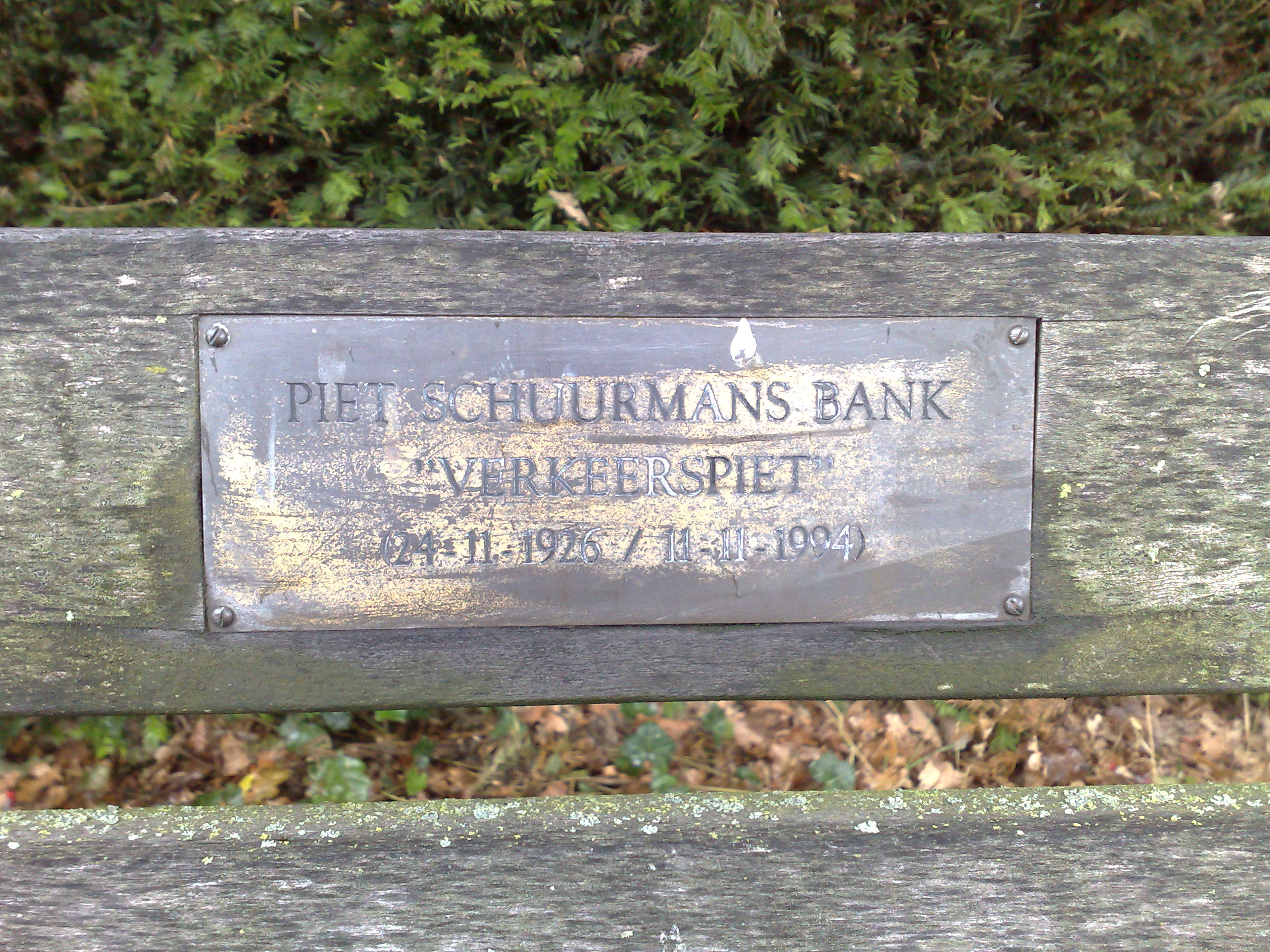
Detail van het gedenkplaatje

Petrus Johannes (Piet) Schuurmans (Vught, 24 november 1926 - Vught, 11 november 1994) (Verkeerspiet of verkeersagent) was een patiënt in het psychiatrisch ziekenhuis Voorburg in Vught. Hij is vooral bekend doordat hij bijna veertig jaar lang bij het verkeerslicht in de A2 ter hoogte van de Glorieuxlaan te Vught het verkeer "regelde" door bij rood stoptekens te geven, automobilisten de weg te wijzen en mensen met pech te hulp te schieten.
De verkeerslichten zijn weliswaar verdwenen, en het kruispunt waar zij stonden is begin jaren 1990 door een ongelijkvloerse kruising, maar het bankje is er bewaard gebleven. Echter, deze staat niet meer op de originele plek aan de Glorieuxlaan, waar Piet zat, maar het is sinds de ingebruikname van de A2 verplaatst naar de kruising Haldersebaan / Boxtelseweg. Het gegraveerde opdrachtplaatje houdt de herinnering aan Piet levend.
Al eerder waren er verzoeken aan Rijkswaterstaat gedaan, maar die werden afgewezen omdat Piet toen nog leefde.